# Barry Davis
Barry Davis, född 17 september 1961 i Bloomfield i Iowa, är en amerikansk brottare som tog OS-silver i bantamviktsbrottning i fristilsklassen 1984 i Los Angeles. 